# Bertil Bergdahl
Knut Bertil Bergdahl, född 27 juni 1909 i Rydaholms församling, Jönköpings län, död 22 september 1972 i Karlstad, var en svensk musikdirektör. 
Bergdahl, som var son till stationsinspektoren Johan Bergdahl och Hanna Rydén, avlade musikdirektörsexamen vid Musikkonservatoriet i Stockholm 1935 samt studerade violinspel för professor Sven Kjellström och Carl von Garaguly och harmonilära och kontrapunkt för professor Ernst Ellberg och Melcher Melchers. Han blev musikdirektör vid Värmlands regemente i Karlstad (I 2) 1941, var chef för försvarets centrala stråkutbildning till 1957 och drev musikskola. Han komponerade bland annat militärmarscher och Värmländsk rapsodi. Han tilldelades Kungliga Musikaliska Akademiens jetong 1935.